# Petra Hinze
Petra Hinze (20 avril 1955 à Aue) est une ancienne fondeuse allemande.

## Championnats du monde
- Championnats du monde de ski nordique 1974 à Falun 
  -  Médaille d'argent en relais 4 × 5 km.